# Santino (personaggio)
Santino è un personaggio immaginario della saga delle Cronache dei vampiri di Anne Rice. Appare per la prima volta in Scelti dalle tenebre.

## Vicende di Santino
Santino si trova a capo del gruppo di vampiri che a Roma seguono un culto satanico. Essi infatti sono convinti che lo scopo dell'esistenza dei vampiri, cioè della loro nascita ad opera di Dio, sia quello di tormentare gli uomini, per fare espiare i loro peccati.
Santino incontra una prima volta Marius all'incirca nel XII secolo e lo interroga su “Coloro che devono essere conservati”. Il fatto che Santino conosca questo segreto preoccupa molto Marius, perciò quest'ultimo, per spaventarlo, dà fuoco al mantello di Santino, che perciò fugge.
Alla metà circa del XV secolo, Santino e la sua congrega attaccano la casa di Marius a Venezia. Marius rimane gravemente ustionato e deve fuggire nella sua cripta per cercare di guarire, mentre i vampiri di Santino catturano numerosi ragazzi della casa, compreso Amadeo, da poco trasformato in vampiro. Poi uccidono crudelmente la maggior parte dei ragazzi e torturano Amadeo, costringendolo a nutrirsi del sangue di alcuni dei suoi amici.
Nei secoli seguenti Santino fa un vero e proprio lavaggio del cervello ad Amadeo, che così viene convertito al credo tenebroso, cambia il proprio nome diventando Armand e quindi viene mandato a Parigi per controllare la congrega tenebrosa della capitale francese.
Non si sa più nulla di Santino, fino alla fine del XX secolo quando, ne La regina dei dannati, egli si reca da Maharet assieme ad Eric. Quindi accompagna Pandora a liberare Marius, rimasto imprigionato tra i ghiacci, magari nella speranza di redimersi ai suoi occhi, per ciò che aveva fatto nel passato.
Negli eventi successivi Santino resta tranquillamente in compagnia di Armand, nelle sue residenze, visto che Marius non intende vendicarsi su di lui, per rispetto degli ordini di Maharet e Mekare, che proibiscono la guerra tra di loro.
Marius nel frattempo racconta la propria storia a Thorne e dopo un'amara discussione con lui, Marius ammette di odiare ancora Santino per ciò che gli ha fatto, ma che non lo ucciderà per rispettare il volere delle sovrane, che non deve mai essere messo in discussione. Thorne allora assalta ed uccide rudemente Santino per fare un favore all'amico, ben consapevole delle conseguenze del suo gesto.